# Mokro (Konjic, BiH)
Mokro je naseljeno mjesto u općini Konjic, Federacija Bosne i Hercegovine, BiH.
Nalazi se u gornjm toku Neretve.

## Stanovništvo

### 1991.
Nacionalni sastav stanovništva 1991. godine, bio je sljedeći:
ukupno: 36
- Muslimani – 24
- Hrvati – 11
- ostali, neopredijeljeni i nepoznato – 1

### 2013.
Nacionalni sastav stanovništva 2013. godine, bio je sljedeći:
ukupno: 7
- Bošnjaci – 4
- Hrvati – 3

## Vanjske poveznice
- Satelitska snimka[neaktivna poveznica]